# Yuan Zhou
Yuan Zhou is een Chinees tibetoloog en geschiedkundige.
Yuan Zhou werkte voor de geschiedenisafdeling van de Academie voor Sociale Wetenschappen in Henan van 1980-84. Daarna behaalde hij aan de Renmin Universiteit in Peking zijn mastergraad in de richting Geschiedenis van de Qing-dynastie. Van 1987-91 doceerde hij dit vak aan Renmin en werd vanaf 1991 gedurende tien jaar directeursecretaris van het China Tibetology Research Center. Bij het centrum was hij vice-hoofdredacteur van 1996-98 en onderdirecteur (2002-04) en directeur (vanaf 2004) van het geschiedenisinstituut.
Zijn werk Enlai Zhou and Tibet werd beloond door het Central United Front Work Department. Yuan Zhou heeft de eindredactie over Tibet Modern History Series, een werk van meerdere delen waarin hij de Simla-conferentie van 1914 herinterpreteert waar onder andere de McMahon-linie tot stand kwam, zijn visie geeft over de ballingschap van de veertiende dalai lama, Tenzin Gyatso, zijn interpretatie geeft van het werk A modern history of Tibet van Amerikaans tibetoloog Melvyn Goldstein en de reactie (Pänchen lama-controverse) van de dalai lama op de reïncarnatie van de pänchen lama verwerpt.